# Сингх, Хардип
Хардип Сингх Гревал (англ. Hardeep Singh Grewal, 5 октября 1960, Лудхиана, Индия) — индийский хоккеист (хоккей на траве), полевой игрок. Участник летних Олимпийских игр 1984 года, бронзовый призёр летних Азиатских игр 1986 года.

## Биография
Хардип Сингх родился 6 января 1959 года в индийском городе Лудхиана.
Играл в хоккей на траве за Индийские авиалинии.
В 1984 году вошёл в состав сборной Индии по хоккею на траве на летних Олимпийских играх в Лос-Анджелесе, занявшей 5-е место. Играл в поле, провёл 7 матчей, забил 1 мяч в ворота сборной Испании.
В 1986 году завоевал бронзовую медаль хоккейного турнира летних Азиатских игр в Сеуле.